# Didrepanephorus arnaudi
Didrepanephorus arnaudi är en skalbaggsart som beskrevs av Muramoto 2003. Didrepanephorus arnaudi ingår i släktet Didrepanephorus och familjen Rutelidae. Inga underarter finns listade i Catalogue of Life.